# ブッダ (漫画)
『ブッダ』（BUDDHA）は、手塚治虫による日本の漫画作品。潮出版社の少年漫画雑誌『希望の友』（後に『少年ワールド』→『コミックトム』と改題）にて、1972年から1983年まで連載された。2010年12月時点で累計発行部数は約2000万部を記録している。
一般に“釈迦”・“仏”・“ゴータマ・ブッダ”等と呼ばれる仏教の開祖で、釈迦族の王子ガウタマ・シッダールタ（本作ではゴータマ・シッダルタと表記）の僧としての生涯を描いた仏教のストーリー。実在した人物と手塚治虫の創作した人物が入り乱れ、独自の世界観で貫かれている。元は手塚の漫画『火の鳥』の一編として、「火の鳥 東洋編」の名前で潮出版社から企画されたものであった。そのため、『火の鳥』からの共通する登場人物が数人いる。
アメリカ合衆国でも高い評価を受けており、2004年および2005年のアイズナー賞最優秀国際作品部門を受賞した。
2010年7月に『手塚治虫のブッダ』の題名で全3部作としてアニメ映画化されることが発表され、2011年5月28日に第1部が公開、2014年2月8日に第2部が公開された。

## あらすじ
舞台は今から2500年前のインド。人々はカーストと呼ばれる4段階の身分（バラモン（僧侶）、クシャトリヤ（武士）、ヴァイシャ（平民）、スードラ（奴隷）、更にスードラ以下とされカーストにすら含まれないバリア（賤民））のもと暮らしていた。カピラヴァストウ（カピラ城）の王子ゴータマ・シッダルタはクシャトリヤの身分として、何不自由のない生活を送っていた。やがては結婚し、息子誕生と共に王位に就くことになる。しかし、幼い頃よりシッダルタは、「なぜ人は死ぬのか」「同じ人間なのになぜ身分があるのか」などの疑問を常に抱えていた。そして、息子が生まれた日、シッダルタは遂に僧としての道を歩み始めた。数々の苦難を乗り越えた末に、悟りを開いた彼はブッダとなる。シッダルタことブッダは生涯をかけ、人々を諭し、共に悩み苦しみながら進んでいく。

## 舞台（国家）
釈迦（ゴータマ・ブッダ）の存命時、十六大国と呼ばれるように、インド亜大陸・インド文化圏には多数の国家が存在したが、本作で主に舞台となっているのはカピラヴァストウ（シャカ国）・コーサラ国・マガダ国の3カ国である。他の国や地域（アンガ国、ヴァッジ国、マツーラ、マッラ国）については名称が多少述べられるか、一時のエピソードで短期登場した程度に留まっており、それ以外の国家は作中ではあまり触れられていない。

### カピラヴァストウ
ブッダ（シッダルタ）の祖国で、彼自身も属するシャカ族の国家。劇場アニメではシャカ国と呼称。ヒマラヤのふもと付近に位置する小国。君主はブッダの実父であるスッドーダナ王。政治的には隣国のコーサラ国からの侵略を頻繁に受けており、王もシャカ族の民もコーサラに怯えている。バンダカが王であった時期、コーサラ国とは戦争をしており、その際は攻め滅ぼされることはなかったものの、シッダルタ出家の数年後にコーサラ国王パセーナディを欺いた（王妃として送った女性がシャカ族ではなく低カーストの隷女だった）ことが発覚し滅ぼされ、正式に属国となっている。国家の滅亡後スッドーダナは戦犯として投獄され、シャカ族は奴隷の身分に落とされた。
数年後、カピラヴァストウ領を支配していたコーサラ国の王子ビドーダバがブッダの説得に応じ帰依したことで開放され、国家としてのカピラヴァストウは短い期間復活した。だが間もなくコーサラ国による長年の占領と過酷な支配に恨みを爆発させたシャカ族の過激派がコーサラに報復戦争を挑んだことにより返り討ちに遭い、完全に滅亡した。また、シャカ族もスッドーダナなど王族をはじめとした、コーサラ国に逃れてきたごく一部の非戦派やブッダの弟子を残して部族としては滅亡した。
ブッダの弟子ではアナンダ、ダイバダッタなどがシャカ族の出身である。

### コーサラ国
マガダ国と並ぶ大国。首都はサーバッティ。物語開始当初の君主の詳細は不明だが、チャプラの格闘大会優勝時に国王夫妻が一コマだけ小さく描かれている。シッダルタの少年期以降は前王の遠縁に当たるパセーナディが、物語終盤はその息子ビドーダバが国王となっている。物語開始からシッダルタ誕生までの期間事実上の主役であったチャプラやタッタの活躍は、コーサラ国が主な舞台となっていた。当初ブッダと敵対していたコーサラ国王子のビドーダバは後にブッダに帰依し、国王となった後は仏教を保護している。また、マガダ国の竹林精舎と並ぶブッダの寺院祇園精舎がビドーダバの息子ジェータや長者のスダッタによって築かれ、ブッダにとっては晩年の重要な拠点となった。
ブッダの弟子ではデーパがコーサラ国の出身である。

### マガダ国
コーサラ国と勢力を二分する大国。首都はラージギル（初登場時はラージャガハと表記）。シッダルタの出家後、ブッダになるまでの主な舞台となっている。当初の王はセーニャ・ビンビサーラ、物語後半で息子のアジャセ。マガダを訪問した際にビンビサーラ王がシッダルタに興味を持ち、無二の親友となる。また、ビンビサーラからシッダルタは初めてブッダと呼ばれている（ただし、正式にブッダとなるのはしばらく後）。シッダルタが沐浴を行っているネーランジャラー河、苦行を行ったウルヴェーラの森、悟りを開いたピッパラの樹などはマガダ国にある。
また悟りを開いたシッダルタがブッダとしてマガダに戻ってきた際、ビンビサーラ王はブッダの寺院竹林精舎を寄進している。

## 登場人物

### 教団
ブッダ
本名：ゴータマ・シッダルタ（正確にはガウタマ・シッダールタ、またはゴータマ・シッダッタ）。劇場アニメとミュージカル版ではシッダールタ。コーサラ国の属国、カピラヴァストウのシャカ族の王子としてクシャトリヤの最高位（王族）の身分に生まれる。幼い頃から体が弱く、同じ人間に“身分”があることを気にかけていた。「人はなぜ生きて死ぬのか」という疑問を持ち、息子が生まれた日に僧（サモン）としての道を歩むようになる。悟りを開いてからも悩み苦しむ弱い一求道者としての姿が強く描かれる。
なお、この作品は『ブッダ』というタイトルだが、本人は第一部第7章以降の登場となる。
悟りを開いた後は、特殊な能力を開花させ、積極的には使わないが、ウルヴェーラ・カッサパに試された時は、念じることで薪を割ってみせた（その際、地の文で『PKを持っている』と表記された）。
ブラフマン
老人の姿をしており、ブッダに僧となり悟りを開くことへの教えを説いた神。また、悟りを開いたシッダルタの額に「聖なる印」（白毫）をつけ、「ブッダ」を名乗るよう命じた。悟った後もブッダの師として導いていくような描写がなされている。
タッタ
架空の人物。
自称ブッダの一番弟子。出家はしていない。バリア（カースト以下の身分・不可触賎民）出身。学がなく粗暴だが、義理人情に厚い。シッダルタ王子に外の世界を教えた。幼い頃に家族や自分より年上で兄貴分の親友であるチャプラと第二の母のような存在であったチャプラの母までも殺され、コーサラ国を憎んでいる。シッダルタ登場前はほぼ主人公級の活躍を見せる。幼少時は特殊な力をもち、精神を動物に乗り移らせることができたが、成長するにつれて自分を自然と一体のものとみなすことができなくなり力を失う。盗賊団の首領となっていたが、出家したシッダルタと再会して団を解散。その後、ダイバダッタの仲介でマガダ国に仕官し、暴れ象を退治してアジャセ王子を救う功績を挙げることでマガダ国の軍人となった。ブッダとの約束を守りきれず、シャカ族の復讐戦に参加しコーサラ軍と戦い死亡。ブッダにとっては少年時代から深い友情を育んできたタッタが自身の教えを受けたにも関わらずに、コーサラの復讐心を優先して死んでしまった事は衝撃的な出来事であり、彼の亡骸の側で「自分の教えは無意味だったのでは」と泣き崩れてしまった。
シッダルタに世界を教えたのは、下層身分の悲惨な境遇を知らせた上で彼が王になった暁には政治を変えさせることを考えており、同時にコーサラ王国に対する憎しみを植え付けて、クシャトリア階級での争いを引き起こす事も目算していた。そのため、当初は盗賊団解散と引き換えにシッダルタがサモンを辞め、カピラヴァストウに帰還することを望み、10年経ったら国に帰ることを条件に要求を引き受けた。しかし、後にシッダルタにはそれ以上の使命があると感じて、自分から条件を反故にし、彼に修行を続けるように伝えた。
デーパ
架空の人物。
ブッダの弟子。コーサラ国のクシャトリヤ出身のサモン。シッダルタの先輩僧として初期より行動を共にする。苦行に迷いがないことを証明するために左目を焼き、失っている。シッダルタが苦行をやめようとしたり、タッタら不可触民と交流・治療をすることなどの意見の相違から一方的に敵対する。そして苦行林での修行者同士の内乱の際には心底あきれ果てたシッダルタが味方に付かず無干渉・中立を貫いたことが直接の原因で一時完全に関係が断絶し、シッダルタがスジャータを通じた神秘的な出来事があった直後にカピラヴァストウが滅亡した情報を嫌味と嘲りを持って伝え、彼から「悪魔」と罵られたこともあった。その後サールナートでブッダとなったシッダルタと再会、敵対状態は変わらなかったが、コーサラ国とマガダ国の戦争に巻き込まれ死にかけた際に、ブッダに命を救われた事をきっかけに和解、彼の弟子となる。弟子入り以降は以前の高慢な性格や態度は完全に影を潜め、ブッダの最も古い友人・理解者として最後まで支え続けた。また、ことあるごとに「ブッダへ恩返しをしたい」と発言していた。ブッダの死の直前には「とうとう何も出来なかった」と泣きながら後悔しているものの、殺されかけ瀕死状態のブッダの命を取り留めようと治療に努めたり、ダイバダッタの反乱をいち早く伝えるなど、実際には要所要所で大きく貢献している。
最終話でブッダが最後の旅に出る際は同行せず、残された竹林精舎の弟子たちの指導を任された（ただし、同話内後半では同行し、ブッダ入滅に立ち会っている姿が描かれている）。
以前はナラダッタの弟子だった。
五比丘
ブッダの弟子達。元はマガダ国ウルベーラの苦行林にて修行中の行者達で、王子時代にシッダルタの聡明ぶりを認め、同行を促したことがある。作中ではシッダルタを試そうとした際に催眠術を駆使している。コーンダンニャ、バッディヤ、バッパ、マハーナーマ、ジャーヌッソーニの五人組。出家したシッダルタと苦行林で再会して歓迎するも、やがてシッダルタが苦行林に失望して立ち去ったことで関係が途絶する。その後、サールナートでブッダとなったシッダルタの教えを受け、弟子となった。シッダルタと苦行林で再会する前に一人が苦行中の心臓麻痺で早世しており、サールナートにおいてはデーパを加えた五人でブッダの最初の弟子となったため、デーパが事実上の五比丘のメンバーとなっている。
アナンダ
ブッダの弟子。ダイバダッタの異父弟。元は名を馳せた大泥棒の殺人鬼。その実態はマーラー（悪魔）の洗礼を受けた子。その為に改心前は不思議な能力があった。幼少時に兄ダイバダッタと生き別れ、コーサラ国によるカピラヴァストウ侵攻からの逃亡生活中に両親とも死別する中、マーラーに見出されて悪事を重ねる少年青年時代をおくるも、ブッダに会って改心した。出家後、過去の行いの報いとして、受けた迫害に耐え切る。後にはブッダの世話役となる。ブッダが最も頼った人物。
シャカ族だがカピラヴァストウ滅亡時幼すぎて記憶がないためか、シャカ族である自認をしていないかのようなエピソードが多い。異父兄のダイバダッタについても赤子の時に共に暮らしていたものの、再会以降最後まで兄とは知らなかった。
ダイバダッタ
ブッダの弟子。元カピラヴァストウ国王であるバンダカの息子。またアナンダの異父兄にあたる。容貌が美しい。幼少期に野掛けをしていた際に遭難し、飲み水を奪い合って級友達を殺したためカピラヴァストウから追放される。この頃、畜生道に落とされたナラダッタと出会ったことがあり、彼を真似て狼少年のようにふるまいながら過ごす日々の中で弱肉強食の思想を覚えていく。人間の世界を嫌いナラダッタと共に暮らしたがっていたが、紆余曲折をへて狼の真似を止めて自らの意思で人間の世界に戻り、その後マガダ国に流れ着きアジャセ王子に仕える。
こうした生い立ちのため、上昇志向が強く、目的の為には手段を選ばない性格に育つ。ブッダに出会い、当初はその人柄に心酔し、出家した後は教団の後継者を自負していたが、「後継者はサーリプッタとモッガラーナだ」とブッダ自ら宣言し、自身を後継者にとの直談判を激昂を持って拒絶されてしまった事を境に、一転してブッダを憎むようになる。アジャセを後ろ盾にブッダに反旗を翻し、教団の乗っ取りとブッダの殺害を企てるがことごとく失敗、最後は毒の爪で殺害を企てるが、不注意から負った傷口から毒が入り阿鼻叫喚の苦しみの中で絶命する。死に際、ブッダに対して「あんたになりたくてなれなかった。だから憎かった」と吐露した。
幼少時は実母・継父（アナンダの実父）・異父弟アナンダと共に暮らしており、既に物心もついている年齢であったが、再会したアナンダを異父弟だとは気が付かなかった。
アジャセの聡明さを幼少期より見込み、取り入る一方でアッサジの予言により王宮内で一種の孤立状態だったアジャセに献身的に仕えた事から、兄の様な親愛を寄せられ、それによりアジャセが明るさを得ていった事をビンビサーラ王からも王子の相談役として高く評価されていた。皮肉にもこのことも予言成就へと繋がっていくことになる。
ウルヴェーラ・カッサパ
ブッダの弟子。元は火を使う事火外道で、1000人の弟子を持つ仙人だったが、ブッダの教えで改心。ナディー・カッサパとガヤー・カッサパの弟2人も共に出家。カッサパ兄弟の弟子入りにより仏教団は一気に1000人を超す大教団になる。作中での彼の主催する拝火教は超自然的・宗教的なものではなく科学のようなものとして説明され、ブッダに帰依する前は弟らと共に科学至上主義者として描かれた。マーラの襲撃に際しても火炎にはため池の水位差を利用した噴水で、大量の毒蛇にはあらかじめ飼育していた蛇食いイタチを放つなど天敵を以て対抗した（ただし、マーラの洗礼を受けたアナンダの念力を受け止めて平然としているなど、只ならぬ能力も会得している）。
ヤタラ
架空の人物。
ブッダの弟子。アンガ国出身のスードラ（奴隷）の身分で、幼い頃に両親を殺される。父から貰った薬を飲んだ結果、体が巨大化し、怪物として人々に恐れられた。ルリ王子によってコーサラ国の衛兵となるが、生母を冷遇したルリ王子を非難し対立。ルリ王子の生母は薄倖のまま死去し、失意の中で出会ったシッダルタに「なぜ人間は不平等なのか、なぜ幸福な人間と不幸な人間がいるのか」と問い、回答を受けて生きる意味を見出す。この出来事をきっかけにシッダルタは悟りを開き、ブッダとなった。後にマガダ国に移ってビンビサーラ王の家来となり、ブッダに再会し、出家する。恐ろしげな顔を隠すため衛兵時代は仮面を被っていたが、ミュージカル版では仮面を被っていない。
リータ
架空の人物。
ブッダの弟子。口がきけなかった奴隷の少女。盗賊時代のアナンダと出会い、恋仲となる。後にブッダのおかげで口がきけるようになり、出家する。出家後もアナンダとの強い絆は変わらなかったが、マーラの使わしたコブラからブッダを庇って噛まれ、死去した。
サーリプッタ
ブッダの弟子。アナンダに導かれて、サンジャヤ聖者の教団からブッダの下に移る。他人には見えない精霊（精霊化したアッサジの霊など）が視える。教団の跡継ぎになる予定だったがブッダより前に事故で死亡した。
モッガラーナ
ブッダの弟子。サーリプッタほか同門250人共々ブッダに帰依する。予知能力を持つ。サーリプッタと共に教団の跡継ぎになる予定だったがブッダより前に病死。

### マガダ国（登場人物）
ビンビサーラ
マガダ国国王。漢訳仏典では頻婆沙羅（びんばしゃら）王。ブッダの在家信徒。ブッダとは同い年で、ブッダの良き協力者。友人であるブッダには「陛下」と敬称で呼ばれる事を嫌い、本名の「セーニャ」と呼び捨てさせている。また、ブッダと会話する際は一人称を「予」ではなく「僕」に改める（数年を経て「私」に変化）。ブッダが悟りを開いた後は帰依し、在家のまま弟子となる。その際に、竹林精舎を寄進した。王子アジャセが成長すれば父を殺すだろうというアッサジの予言に苦しむ。
最終的に予言は成就してしまうが、予言を恐れるあまりに息子を遠ざけてしまった自分の非を悔いており、妻に息子を恨むなと言い残し、アジャセの行く末をブッダに託して息を引き取った。
本作でシッダルタをブッダと呼んだ最初の人物だが、その時点ではシッダルタ自身は悟りは開いておらず、ブッダと自称してもいない。
アジャセ
マガダ国王子（後に国王）。サンスクリット語ではアジャータシャトル。漢訳仏典では阿闍世王。
父ビンビサーラを深く敬愛する王子であったが、アッサジの予言を機に父から遠ざけられるようになったことで僧侶の存在を快く思っておらず、ブッダを父を惑わす元凶として矢を射って殺そうとしたため父王の怒りを買い幽閉される。そして恋心を抱いた奴隷少女のユーデリカを処刑されたことをきっかけに父を憎むようになり、ダイバダッタと組んで父に毒をもって王位を奪い、衰弱死に追いやって結果的に予言を成就させることになった。しかし内心では罪悪感を抱いており、罪の意識ゆえに苦しみの末に生死を彷徨う病に倒れ、ブッダに救われたことにより、彼に帰依するようになる。その過程で、自らの過ちを悔い息子の身を案じ苦しみから救ってやってほしいという願いをブッダに託した父の愛情を知り、父の亡骸を丁重に葬った。
イダイケ
マガダ国王妃でアジャセの母。夫と息子の対立の間で苦しむ。
ハラゲーイ
架空の人物。マガダ国の宰相。
ジーワカ
マガダ国の重臣で高名な医師。
アララ仙人
出家したシッダルタが解脱を求めて最初に師事した聖者。シッダルタはすぐに仙人の境地に達してしまったため数百人の弟子を丸ごと任せ後継者にしようとするが、真の悟りの境地に達していないとしたブッダはこれを固辞して去ってしまう。
ウッダカ仙人
アララ仙人の後にシッダルタが師事した聖者。最初は敵意剥き出しでシッダルタに接するが、やはりすぐに自らの境地に達したブッダの資質を認めると「新たな指導者が現れた」と弟子に宣言。後継者に据えようとするも固辞された。　

### コーサラ国（登場人物）
パセーナディ
コーサラ国王。原典ではバーセナディ、プラセーナジットとも。漢訳仏典では波斯匿（はしのく）王と表記。後継者のいなかった前王の遠縁だったため、この地位についた。元プロレスラーで横暴な性格。「傍系出身の成り上がりで気品に欠ける」と見做されていた自身の権威を高めようと属国であるシャカ族に妃の提供を求めたが、自尊心の強いシャカ族がクシャトリアではなくスードラ（奴隷）の女を妃として納めたことを恨み、シャカ族を滅ぼそうとする。しかし、それを果たす前にビドーダバに幽閉された上に位を簒奪された。最期はブッダに諭されたビドーダバによって幽閉を解かれ、ビンビサーラを頼ってマガダ国に逃亡するも、既に王位を簒奪され息子のアジャセが王位についていることを知らされ、失意のまま斃死した。仏典上では、ブッダに帰依している在家の仏弟子である。
ビドーダバ
コーサラ国王子（後に国王）。ヴィドゥーダバとも。漢訳仏典では破瑠璃王、流瑠王などと表記される。額にはめ込まれた瑠璃球になぞらえて、「ルリ王子」とも呼ばれる。クシャトリヤの身分だが、母はスードラ（奴隷）という事をカピラヴァストゥで知らされ屈辱を受ける（ただし、ミュージカル版では母がスードラであることを知る原因が若干異なる）。その後、己を貶した者を両親の目の前で全員殺害し、さらに母を幽閉する(後に疫病で死去)。シャカ族全員を奴隷階級とし強制労働による緩やかな絶滅を画策するが、心の奥底では良心の呵責に苦しんでいた。カピラヴァストゥでブッダと再会し、彼に自身の苦しみを指摘され、数日間に渡る話し合いの末に自らの意志でシャカ族全員の解放を決断する。出自に苦しむ自分を救ってくれたブッダに帰依するが、父王からシャカ族を絶滅するように強く要求され、廃嫡されかかった事から王位を簒奪。シャカ族に対する敵意を完全に失っていたが、長きにわたるコーサラ軍の占領政策を恨んでいた過激派のシャカ族がコーサラ国へ戦争を仕掛けたため、不可抗力ながらもシャカ族を滅ぼしてしまう。その後は、戦を嫌ってブッダの元へ身を寄せていたシャカ族の生き残りを責任をもって守ることをブッダに誓い、ブッダからの忠告を受け入れて父王パセーナディの釈放にも同意した。
ジェータ
ビドーダバの息子。
スダッタ長者を馬鹿にしていたが、財産を捨ててまでブッダのために尽くそうとする彼の心意気に打たれて土地を譲り、ブッダの寺院祇園精舎とした。漢訳仏典では祇多、祇陀等と表記。
スダッタ
コーサラ国の長者。金に全く不自由していない大富豪であったが、何か心に満ち足りない気持を常に抱えており、貧者への施しなどで名を残そうとしていたもののそれでも足りず、何か歴史に残るような一大事業を成し遂げたいと考えていた。マガダ国へ旅行中にブッダと出会い、受けた教えに感銘を受け、ブッダの教えを広めることこそがその事業だと結論し尽力する。ジェータ王子の持つ荘園をブッダに寄進したいと申し出るも「土地すべてに金貨を敷き詰めよ」という条件を出され、全財産を並べても全く足りず一文無しの貧者となる。人生をかけて稼ぎ貯めた富の小ささに落胆しつつ、不安や恐れが生じる原因が多すぎる富をもつことにあると気付いたことで、富豪時代よりも充実した日々を送るようになる。貧しくなってなお、施しに与えられた金貨を惜しむことなく自分の志に継ぎこもうとする姿を見て感銘を受けたジェータから土地を譲り受け、祇園精舎を建立した。
チャプラ
架空の人物。
幼い頃のブッダが登場するまでは彼をメインに話が進められていた。スードラの身分で、タッタとは義兄弟の契りを結ぶ。投石と剣の腕に優れ、ブダイ将軍を助けた事で養子に迎えられて立身する。やがてコーサラ国の勇士にまでなるが、後に隠していた身分が発覚。自身は勇士の称号剥奪と国外追放の判決が下されたが、死刑判決を受けた母と死ぬことを望み、母とともに投げられた槍で串刺しの状態で崖から突き落とされ殺された。
ブダイ
架空の人物。
コーサラ国の将軍。沐浴中にワニに襲われたところをチャプラに助けられ、チャプラを養子として迎えるが、彼がスードラ出身だということが発覚し失脚する。チャプラが自身にスードラと打ち明けられた際も、この事を口外せずに隠し通そうとし、処刑が決まった際には涙ながらに彼の姿を見送った。チャプラ亡き後の消息は不明だが、主人公がシッダルタに移った時点で死去していた模様。原作では裁判で「チャプラの身分を知っていたのか」と問われた際に「知っていたが、黙っていた」とチャプラをかばっているが、劇場版アニメでは「知らなかった」と偽証した。
マリッカ
架空の人物。
コーサラ国大臣の娘。チャプラと恋に落ちる。スードラであることを知っても彼と添い遂げようとし、父に助けを懇願したが、止む無く諦めた。

### カピラヴァストウ（登場人物）
スッドーダナ
カピラヴァストウ国王。シュッドーダナ、スッドダーナとも。漢訳仏典では浄飯（じょうぼん）王。ブッダの父。コーサラ国の脅威に怯えている。シッダルタの出家後、一時的に遠縁であるバンダカに位を譲ったが、バンダカの戦死後に復位した。その後自身の在位中に国は滅亡した。
マーヤ
スッドーダナの妃で、ブッダの母。劇場アニメではマーヤー。漢訳仏典では摩耶夫人（まやぶにん）と表記。出産の為に里帰りをする途中でブッダを産む。里帰りの必要がなくなったため引き返しカピラヴァストウへ戻るもその途中で病に倒れ、カピラヴァストウへ到着し夫である王に子を託すと使命を遂げたかのように死去した。
パジャーパティ
ブッダの生母マーヤの妹で、スッドーダナ王の後妻でありブッダの継母。パーリ語ではマハー・パジャパティ、サンスクリット語ではマハー・プラジャーパティー。漢訳仏典では摩訶波闍波提（まか・はじゃはだい）と表記。血縁上ではブッダの叔母にあたる。死去した実母マーヤの代わりにブッダを育て上げ、作中でブッダ本人が「お母様」「母上」と呼ぶのは彼女のことである。本作では王族のままで出家の描写がされないまま完結しているが、仏典では仏弟子となり出家している。仏教史上初の女性出家者といわれている。
ヤショダラ
シッダルタの妃。ブッダの生母マーヤ、養母パジャーパティと同じコーリヤ（拘利）族出身。劇場アニメではヤショーダラ。サンスクリット語やパーリ語による原典ではヤソーダラー。漢訳仏典では耶輸陀羅（ヤショダラ）と表記。スッドーダナの妹であるアミター妃の子で、シャカ族に嫁ぎシッダルタと結婚、ラーフラを生む。本作では王族のまま出家の描写が見当たらないが、仏典ではマハーパジャパティと共に出家。史上初の女性出家者達の一人である。
ラーフラ
出家前のシッダルタとヤショダラ妃との間に生まれた息子。漢訳仏典では羅睺羅（らごら）と表記。本作ではシッダルタが出家した日の未明に誕生。ブッダに再会した後、ブッダに帰依。本作では出家を願い出るも断られ在家弟子に留まっていたが、母国滅亡後ブッダ一行に加わる。ブッダが最後の旅に出る際は同行を願ったが、留まるように諭された。仏典では出家している。仏典では出家後もブッダの実子であるが故に他の弟子らより特別扱いを受けたり、高慢な性格があったと記録されている（後にこれを改めたという）。
バンダカ
架空の人物。
カピラヴァストウ王家の遠縁に当たる武人でダイバダッタの実父。弓の名手。傲慢かつ短気な性格で、最初はコーサラ国でチャプラと技比べを行い、その後スッドーダナ王に招かれてシッダルタの教育係になる。
シッダルタ出家後はスッドーダナ王を半ば脅迫する形で王位を簒奪しヤショーダラを己の妻にしようと試みるが拒絶され、半ばやけで丸々と太った貴族の娘（ダイバダッタとアナンダの母親）を抱く。その後コーサラ国との戦いで功を上げ、高らかに自らが国王であることを宣言するが、直後にコーサラ兵の投槍が命中し落命する。死去後に息子のダイバダッタが生まれている。
ベーランダ
架空の人物。シャカ族の騎士。親兄弟をコーサラ国軍に殺害された復讐のため反乱の仲間を結集する。　タッタの暴走に呼応して蜂起するが、鎮圧され戦死。

### その他
アシタ
当時のインドで最高峰のバラモン（僧侶）。漢訳仏典では阿私陀仙人。シッダルタがブッダ（覚者）、あるいは世界の王となることを予言する。
弟子のナラダッタを動物を殺した罪の償いのために畜生道に落とすなど、超常的な力を持っているらしいことがうかがえる。
ナラダッタ
架空の人物。
バラモンでアシタの弟子。尊い人を探すために旅に出るが、コーサラを訪れたバンダカと決闘して重傷を負ったチャプラの命を助けるためにタッタが乗り移った動物に手紙の運び役をさせたことで罪のない動物の命を奪う結果となったことを咎められ、その罰としてアシタにより畜生道に落とされる。以後、獣のように野山で生きる40年を経て、ブッダと巡り会い、その天命を果たした直後、アシタの導きであの世へ旅立つ。
ミゲーラ
架空の人物。
スードラで元は盗賊の女頭目。かつては好意を寄せたシッダルタの恋人だったが、そのために捕らえられ、目を焼かれて盲目にされた。後にタッタの妻となり、子供3人をもうける。苦行林時代のシッダルタと再会した際には重症を患っていたが彼の治療を受け、ダイバダッタに毒を飲まされて口がきけなくなってしまった際にもブッダに救われ完治した。最後の旅に向かうブッダを子達と共に見送ったのが今生の別れとなった。
アッサジ
シッダルタの修行時代の仲間。漢訳仏典では阿説示と表記。本作では猟師の息子で、両親が無理やり押し付ける形でシッダルタとデーパの旅に同行する。旅の途中、熱病で生死の境をさまよった際に予知能力を会得し、ビンビサーラ王、自分の命日を予言。猟師である父親の殺生の罪の報いを果たすべく自分の体を飢えた狼に生きたまま食べさせるという凄惨な最期を遂げる。死後、精霊となってアナンダを守護し、サーリプッタとモッガラーナに引き会わせる。
アッサジの本作上の設定は仏典とはかなり異なり、手塚自身も「作者の創造によるキャラクター」としている。仏典上のアッサジはブッダの弟子で五比丘の一人であり、アナンダを介したのではなく存命中のアッサジ自身が生身で直接この二人をブッダに引き合わせている。
スジャータ
苦行中のシッダルタに乳粥を施し、苦行の無意味さを理解し悟りを開くきっかけを与えた少女。シッダルタを愛するようになるが、僧（サモン）の彼は彼女の思いに答える事ができず、思いはかなわなかった。悲しみのあまり飛び出した園で毒蛇に噛まれ死ぬが、そんな彼女にシッダルタは命を助けるという何物にも代えがたい功徳をもって彼女の思いに応えた。このシッダルタを愛するようになったエピソードは手塚の創作である（仏典では彼女は既婚者で、男子に恵まれた婦人だったとされる）。また、本作では乳粥の施しを受けた後も数年間シッダルタは苦行の日々を送るが、仏典上はこれをきっかけに数日後悟りを開いて成道している。
アヒンサー
別名アングリマーラ（指の首飾り人、漢訳仏典では央〈鴦〉掘摩羅などと表記）と呼ばれる殺人鬼。
元は著名なバラモンの弟子だったが、その妻がしつこく言い寄ってきたのを手厳しく断ったため、怒った妻の讒言を真に受けた夫に「人間を100人殺してその小指を切り取れ」という暗示をかけられ、夜な夜なさ迷いながら人を殺める殺人鬼となってしまった。100人目の標的にした女性が実母であったことに気づきショックから催眠は解けたものの、それ以来、自身の運命を狂わせた僧侶を憎むようになり「100人目の標的として世界一の坊主を殺すこと」を宿願としてブッダを付け狙うようになる。催眠から覚めてからも犯罪行為に手を染め続けており、ブッダと巡り合う前は改心前のアナンダと共に悪事を働いていた。
最終的に、ブッダの教えで改心し彼の凶行を止めようとするアナンダとのもみ合いの末に地割れに落ち、窒息による死の直前にブッダに帰依し、ブッダの説法を耳にして希望を抱きながら死んでいった。
ただし仏典では改心して仏弟子となっており、帰依した直後に死去した訳ではない。前述の通り、帰依後の彼の苦悩や迫害は本作ではアナンダが受けている。なお、アングリマーラの本名は仏典に於いてもアヒンサとされているが、本作においては更に創作要素も加わっており、ブッダがアヒンサー（非暴力）を定めたきっかけを彼にちなんだという作品上の設定に繋げられている。元来、彼の本名アヒンサ（Ahinnsa）と非暴力という意味のアヒンサー（ahiṃsā）は発音が似ているだけで関係はない。
ユーデリカ
架空の人物。
ブッダへの反抗心からブッダの命を狙ったアジャセ王子が、父によって幽閉された際、彼に仕えることになった奴隷の少女。西方の国（パルティア、クシャーナの名があがっているため、現在のイラン、アフガニスタンの周辺地域であることが示唆されている）出身で、金髪で碧眼。元は奴隷ではなく戦争捕虜から奴隷にされた出自である。ユーデリカに強く惹かれるようになったアジャセは身分を捨て、駆け落ちすることを決意するも、それが発覚したためユーデリカはその責を科せられ処刑されてしまう。アジャセはこの事件により父に強い憎悪を抱くことになった。
マーラ
いわゆる悪魔。キリスト教で言うサタン、漢訳仏典では魔王・波旬（はじゅん、パーピーヤス）。普段は妖艶な蛇女の姿で現れる。昔、神との戦いに敗れて以来復讐の機会を伺い続ける。アナンダの父がシャカ族としてコーサラ軍に命を狙われた際に「なんでも差し出すので命を助けてくれ」と神と悪魔に祈ったことをきっかけとして、アナンダに悪魔の洗礼を授け、不死の体を与え殺戮の道へと踏み込ませる。様々な形、姿を取りながら人間界に神が遣わしたブッダを付け狙う。
悪魔の洗礼を授けたアナンダには親にも近い感情を持っており、アナンダがブッダの弟子入りを果たした後も、彼にブッダと縁を切り、自身と共に行くことを望むだと単なる手駒以上の感情を露わにする。
タッタの死を知って酷く落胆するブッダを力づけるアナンダを見とがめて引き留めようとするも消え失せろと怒鳴りつけられて退散し、それ以後姿を見せることは無くなった。
ヴィサーカー
シッダルタとデーパ、アッサジが立ち寄った街の長者の娘。婚約者としてマガダ国の騎士スカンダがいたが愛のない婚約に嫌気がさし、シッダルタに結婚を迫るが断られる。のちに薬物中毒が悪化していた折に偶然再会したブッダに救われ旅に同行する。

### スター・システム
手塚作品の例に漏れず、他の作品の登場人物と同じ容貌の人物が珍しくない。
アッサジ
『三つ目がとおる』の写楽保介（額にバンソウコウを貼った状態）
ウルヴェーラ・カッサパ
『火の鳥』の猿田博士
ナディー・カッサパ
手塚常連キャラクターのフランケンシュタイン
若い頃のビンビサーラ王
手塚常連キャラクターのロック・ホーム
スードラの烙印／スーカラマッタヴァ（ブッダの死因となったキノコ）
ヒョウタンツギ
ダイバダッタ
『火の鳥』乱世篇の源義経
タッタ
『火の鳥』乱世篇の弁太
パンパス刑事（悪人時代のアナンダを追いかける刑事）
手塚常連キャラクターのヒゲオヤジ
他、若干の架空の人物達。

## 書誌情報
- 手塚治虫『ブッダ』 1巻、潮出版社〈希望コミックス 25〉、1974年9月25日。ISBN 4-267-90016-7。
- 手塚治虫『ブッダ』 2巻、潮出版社〈希望コミックス 26〉、1974年10月25日。ISBN 4-267-90017-5。
- 手塚治虫『ブッダ』 3巻、潮出版社〈希望コミックス 29〉、1974年11月25日。ISBN 4-267-90018-3。
- 手塚治虫『ブッダ』 4巻、潮出版社〈希望コミックス 32〉、1975年5月25日。ISBN 4-267-90019-1。
- 手塚治虫『ブッダ』 5巻、潮出版社〈希望コミックス 37〉、1975年12月10日。ISBN 4-267-90020-5。
- 手塚治虫『ブッダ』 6巻、潮出版社〈希望コミックス 41〉、1976年8月25日。ISBN 4-267-90021-3。
- 手塚治虫『ブッダ』 7巻、潮出版社〈希望コミックス 44〉、1977年1月20日。ISBN 4-267-90022-1。
- 手塚治虫『ブッダ』 8巻、潮出版社〈希望コミックス 51〉、1978年1月15日。ISBN 4-267-90023-X。
- 手塚治虫『ブッダ』 9巻、潮出版社〈希望コミックス 59〉、1978年12月。ISBN 4-267-90024-8。
- 手塚治虫『ブッダ』 10巻、潮出版社〈希望コミックス 73〉、1980年11月10日。ISBN 4-267-90025-6。
- 手塚治虫『ブッダ』 11巻、潮出版社〈希望コミックス 84〉、1981年12月25日。ISBN 4-267-90026-4。
- 手塚治虫『ブッダ』 12巻、潮出版社〈希望コミックス 97〉、1983年2月20日。ISBN 4-267-90027-2。
- 手塚治虫『ブッダ』 13巻、潮出版社〈希望コミックス 107〉、1983年12月5日。ISBN 4-267-90028-0。
- 手塚治虫『ブッダ』 14巻、潮出版社〈希望コミックス 112〉、1984年6月1日。ISBN 4-267-90029-9。

新装版
- 手塚治虫『ブッダ』（コミックス新装版 全14巻セット）潮出版社、2011年3月20日。ISBN 978-4-267-87004-0。
  - 手塚治虫『ブッダ』 1巻（新装版）、潮出版社〈KIBO COMICS〉、2010年9月18日。ISBN 978-4-267-90541-4。
  - 手塚治虫『ブッダ』 2巻（新装版）、潮出版社〈KIBO COMICS〉、2010年9月18日。ISBN 978-4-267-90542-1。
  - 手塚治虫『ブッダ』 3巻（新装版）、潮出版社〈KIBO COMICS〉、2010年10月20日。ISBN 978-4-267-90543-8。
  - 手塚治虫『ブッダ』 4巻（新装版）、潮出版社〈KIBO COMICS〉、2010年10月20日。ISBN 978-4-267-90544-5。
  - 手塚治虫『ブッダ』 5巻（新装版）、潮出版社〈KIBO COMICS〉、2010年11月20日。ISBN 978-4-267-90545-2。
  - 手塚治虫『ブッダ』 6巻（新装版）、潮出版社〈KIBO COMICS〉、2010年11月20日。ISBN 978-4-267-90546-9。
  - 手塚治虫『ブッダ』 7巻（新装版）、潮出版社〈KIBO COMICS〉、2010年12月20日。ISBN 978-4-267-90547-6。
  - 手塚治虫『ブッダ』 8巻（新装版）、潮出版社〈KIBO COMICS〉、2010年12月20日。ISBN 978-4-267-90548-3。
  - 手塚治虫『ブッダ』 9巻（新装版）、潮出版社〈KIBO COMICS〉、2011年1月20日。ISBN 978-4-267-90549-0。
  - 手塚治虫『ブッダ』 10巻（新装版）、潮出版社〈KIBO COMICS〉、2011年1月20日。ISBN 978-4-267-90550-6。
  - 手塚治虫『ブッダ』 11巻（新装版）、潮出版社〈KIBO COMICS〉、2011年2月19日。ISBN 978-4-267-90551-3。
  - 手塚治虫『ブッダ』 12巻（新装版）、潮出版社〈KIBO COMICS〉、2011年2月19日。ISBN 978-4-267-90552-0。
  - 手塚治虫『ブッダ』 13巻（新装版）、潮出版社〈KIBO COMICS〉、2011年3月19日。ISBN 978-4-267-90553-7。
  - 手塚治虫『ブッダ』 14巻（新装版）、潮出版社〈KIBO COMICS〉、2011年3月19日。ISBN 978-4-267-90554-4。

- 手塚治虫『ブッダ』 1　チャプラ、潮出版社〈別冊月刊少年ワールド〉、1979年6月1日。
- 手塚治虫『ブッダ』 2　シッダルダ、潮出版社〈別冊月刊少年ワールド〉、1979年8月1日。
- 手塚治虫『ブッダ』 3　大いなる放棄、潮出版社〈別冊月刊少年ワールド〉、1979年10月1日。
- 手塚治虫『ブッダ』 4　修行林、潮出版社〈別冊月刊少年ワールド〉、1979年12月1日。
- 手塚治虫『ブッダ』 5　解脱、潮出版社〈別冊月刊少年ワールド〉、1980年2月1日。
- 手塚治虫『ブッダ』 6　鹿の園、潮出版社〈別冊月刊少年ワールド〉、1980年4月1日。

- 手塚治虫『ブッダ』 1巻、講談社〈手塚治虫漫画全集 MT287〉、1983年4月20日。ISBN 4-06-173287-0。
- 手塚治虫『ブッダ』 2巻、講談社〈手塚治虫漫画全集 MT288〉、1983年5月20日。ISBN 4-06-173288-9。
- 手塚治虫『ブッダ』 3巻、講談社〈手塚治虫漫画全集 MT289〉、1983年6月20日。ISBN 4-06-173289-7。
- 手塚治虫『ブッダ』 4巻、講談社〈手塚治虫漫画全集 MT290〉、1983年6月20日。ISBN 4-06-173290-0。
- 手塚治虫『ブッダ』 5巻、講談社〈手塚治虫漫画全集 MT291〉、1983年7月。ISBN 4-06-173291-9。
- 手塚治虫『ブッダ』 6巻、講談社〈手塚治虫漫画全集 MT292〉、1983年7月。ISBN 4-06-173292-7。
- 手塚治虫『ブッダ』 7巻、講談社〈手塚治虫漫画全集 MT293〉、1983年8月。ISBN 4-06-173293-5。
- 手塚治虫『ブッダ』 8巻、講談社〈手塚治虫漫画全集 MT294〉、1983年8月。ISBN 4-06-173294-3。
- 手塚治虫『ブッダ』 9巻、講談社〈手塚治虫漫画全集 MT295〉、1983年9月。ISBN 4-06-173295-1。
- 手塚治虫『ブッダ』 10巻、講談社〈手塚治虫漫画全集 MT296〉、1983年9月。ISBN 4-06-173296-X。
- 手塚治虫『ブッダ』 11巻、講談社〈手塚治虫漫画全集 MT297〉、1983年10月。ISBN 4-06-173297-8。
- 手塚治虫『ブッダ』 12巻、講談社〈手塚治虫漫画全集 MT298〉、1983年10月。ISBN 4-06-173298-6。
- 手塚治虫『ブッダ』 13巻、講談社〈手塚治虫漫画全集 MT299〉、1984年1月。ISBN 4-06-173299-4。
- 手塚治虫『ブッダ』 14巻、講談社〈手塚治虫漫画全集 MT300〉、1984年10月3日。ISBN 4-06-173300-1。

- 手塚治虫『ブッダ』（愛蔵版 全8巻セット）潮出版社、1988年3月10日。ISBN 4-267-88001-8。
  - 手塚治虫『ブッダ』 第1巻　カピラヴァストウ（愛蔵版）、潮出版社、1987年4月20日。ISBN 4-267-01144-3。
  - 手塚治虫『ブッダ』 第2巻　四門出遊（愛蔵版）、潮出版社、1987年5月25日。ISBN 4-267-01145-1。
  - 手塚治虫『ブッダ』 第3巻　ダイバダッタ（愛蔵版）、潮出版社、1987年7月20日。ISBN 4-267-01146-X。
  - 手塚治虫『ブッダ』 第4巻　ウルベーラの森（愛蔵版）、潮出版社、1987年8月25日。ISBN 4-267-01147-8。
  - 手塚治虫『ブッダ』 第5巻　鹿野苑（愛蔵版）、潮出版社、1987年10月25日。ISBN 4-267-01148-6。
  - 手塚治虫『ブッダ』 第6巻　アナンダ（愛蔵版）、潮出版社、1987年11月30日。ISBN 4-267-01149-4。
  - 手塚治虫『ブッダ』 第7巻　アジャセ（愛蔵版）、潮出版社、1988年1月10日。ISBN 4-267-01150-8。
  - 手塚治虫『ブッダ』 第8巻　祇園精舎（愛蔵版）、潮出版社、1988年3月10日。ISBN 4-267-01151-6。

- 手塚治虫『ブッダ』（潮漫画文庫 全12巻セット）潮出版社、1993年3月10日。ISBN 4-267-89002-1。
  - 手塚治虫『ブッダ』 第1巻　カピラヴァストウ、潮出版社〈潮ビジュアル文庫〉、1992年12月25日。ISBN 4-267-01301-2。
  - 手塚治虫『ブッダ』 第2巻　生誕、潮出版社〈潮ビジュアル文庫〉、1992年12月25日。ISBN 4-267-01302-0。
  - 手塚治虫『ブッダ』 第3巻　四門出遊、潮出版社〈潮ビジュアル文庫〉、1992年12月25日。ISBN 4-267-01303-9。
  - 手塚治虫『ブッダ』 第4巻　旅立ちの朝、潮出版社〈潮ビジュアル文庫〉、1992年12月25日。ISBN 4-267-01304-7。
  - 手塚治虫『ブッダ』 第5巻　ウルベーラの森、潮出版社〈潮ビジュアル文庫〉、1993年2月10日。ISBN 4-267-01305-5。
  - 手塚治虫『ブッダ』 第6巻　スジャータ、潮出版社〈潮ビジュアル文庫〉、1993年2月10日。ISBN 4-267-01306-3。
  - 手塚治虫『ブッダ』 第7巻　ダイバダッタ、潮出版社〈潮ビジュアル文庫〉、1993年2月10日。ISBN 4-267-01307-1。
  - 手塚治虫『ブッダ』 第8巻　鹿野苑、潮出版社〈潮ビジュアル文庫〉、1993年2月10日。ISBN 4-267-01308-X。
  - 手塚治虫『ブッダ』 第9巻　象頭山の教え、潮出版社〈潮ビジュアル文庫〉、1993年3月10日。ISBN 4-267-01309-8。
  - 手塚治虫『ブッダ』 第10巻　アジャセ、潮出版社〈潮ビジュアル文庫〉、1993年3月10日。ISBN 4-267-01310-1。
  - 手塚治虫『ブッダ』 第11巻　祇園精舎、潮出版社〈潮ビジュアル文庫〉、1993年3月10日。ISBN 4-267-01311-X。
  - 手塚治虫『ブッダ』 第12巻　旅の終わり、潮出版社〈潮ビジュアル文庫〉、1993年3月10日。ISBN 4-267-01312-8。

- 手塚治虫『ブッダ』 1　カピラヴァストウ、潮出版社〈潮ライブラリー〉、1998年11月。ISBN 4-267-01511-2。
- 手塚治虫『ブッダ』 2　四門出遊、潮出版社〈潮ライブラリー〉、1998年11月。ISBN 4-267-01512-0。
- 手塚治虫『ブッダ』 3　ダイバダッタ、潮出版社〈潮ライブラリー〉、1998年11月。ISBN 4-267-01513-9。
- 手塚治虫『ブッダ』 4　ウルベーラの森、潮出版社〈潮ライブラリー〉、1998年12月。ISBN 4-267-01514-7。
- 手塚治虫『ブッダ』 5　鹿野苑、潮出版社〈潮ライブラリー〉、1998年12月。ISBN 4-267-01515-5。
- 手塚治虫『ブッダ』 6　アナンダ、潮出版社〈潮ライブラリー〉、1998年12月。ISBN 4-267-01516-3。
- 手塚治虫『ブッダ』 7　アジャセ、潮出版社〈潮ライブラリー〉、1999年1月。ISBN 4-267-01517-1。
- 手塚治虫『ブッダ』 8　祇園精舎、潮出版社〈潮ライブラリー〉、1999年1月。ISBN 4-267-01518-X。

- 手塚治虫『ブッダ』 1　王子誕生！、潮出版社〈希望コミックス・カジュアル〉、2002年1月。ISBN 4-267-90410-3。
- 手塚治虫『ブッダ』 2　王子大冒険の巻、潮出版社〈希望コミックス・カジュアル〉、2002年2月。ISBN 4-267-90411-1。
- 手塚治虫『ブッダ』 3　賢者への道の巻、潮出版社〈希望コミックス・カジュアル〉、2002年3月。ISBN 4-267-90412-X。
- 手塚治虫『ブッダ』 4　恋VS.冒険の巻、潮出版社〈希望コミックス・カジュアル〉、2002年4月。ISBN 4-267-90413-8。
- 手塚治虫『ブッダ』 5　奇跡の瞬間の巻、潮出版社〈希望コミックス・カジュアル〉、2002年5月。ISBN 4-267-90414-6。
- 手塚治虫『ブッダ』 6　超人対決の巻、潮出版社〈希望コミックス・カジュアル〉、2002年6月。ISBN 4-267-90415-4。
- 手塚治虫『ブッダ』 7　悪魔の誘惑の巻、潮出版社〈希望コミックス・カジュアル〉、2002年7月。ISBN 4-267-90416-2。
- 手塚治虫『ブッダ』 8　一番弟子の巻、潮出版社〈希望コミックス・カジュアル〉、2002年8月。ISBN 4-267-90417-0。
- 手塚治虫『ブッダ』 9　最後の試練の巻、潮出版社〈希望コミックス・カジュアル〉、2002年9月。ISBN 4-267-90418-9。
- 手塚治虫『ブッダ』 10　永遠への出発の巻、潮出版社〈希望コミックス・カジュアル〉、2002年10月。ISBN 4-267-90419-7。

2006年版
- 手塚治虫『ブッダ』 1　王子誕生！、潮出版社〈希望コミックス・カジュアルワイド〉、2006年1月。ISBN 4-267-90421-9。
- 手塚治虫『ブッダ』 2　賢者への道、潮出版社〈希望コミックス・カジュアルワイド〉、2006年2月。ISBN 4-267-90422-7。
- 手塚治虫『ブッダ』 3　奇跡の瞬間、潮出版社〈希望コミックス・カジュアルワイド〉、2006年3月。ISBN 4-267-90423-5。
- 手塚治虫『ブッダ』 4　超人対決、潮出版社〈希望コミックス・カジュアルワイド〉、2006年4月。ISBN 4-267-90424-3。
- 手塚治虫『ブッダ』 5　悪魔の誘惑、潮出版社〈希望コミックス・カジュアルワイド〉、2006年5月。ISBN 4-267-90425-1。
- 手塚治虫『ブッダ』 6　永遠への出発、潮出版社〈希望コミックス・カジュアルワイド〉、2006年6月。ISBN 4-267-90426-X。

2011年版
- 手塚治虫『ブッダ』 1　王子誕生！、潮出版社〈希望コミックス・カジュアルワイド〉、2011年5月。ISBN 978-4-267-90562-9。
- 手塚治虫『ブッダ』 2　賢者への道、潮出版社〈希望コミックス・カジュアルワイド〉、2011年5月。ISBN 978-4-267-90563-6。
- 手塚治虫『ブッダ』 3　奇跡の瞬間、潮出版社〈希望コミックス・カジュアルワイド〉、2011年6月。ISBN 978-4-267-90564-3。
- 手塚治虫『ブッダ』 4　超人対決、潮出版社〈希望コミックス・カジュアルワイド〉、2011年6月。ISBN 978-4-267-90565-0。
- 手塚治虫『ブッダ』 5　悪魔の誘惑、潮出版社〈希望コミックス・カジュアルワイド〉、2011年7月。ISBN 978-4-267-90566-7。
- 手塚治虫『ブッダ』 6　永遠への出発、潮出版社〈希望コミックス・カジュアルワイド〉、2011年7月。ISBN 978-4-267-90567-4。

- 手塚治虫『ブッダ』 1巻、講談社〈手塚治虫文庫全集 BT-108〉、2011年2月。ISBN 978-4-06-373808-7。
- 手塚治虫『ブッダ』 2巻、講談社〈手塚治虫文庫全集 BT-109〉、2011年2月。ISBN 978-4-06-373809-4。
- 手塚治虫『ブッダ』 3巻、講談社〈手塚治虫文庫全集 BT-110〉、2011年3月。ISBN 978-4-06-373810-0。
- 手塚治虫『ブッダ』 4巻、講談社〈手塚治虫文庫全集 BT-111〉、2011年3月。ISBN 978-4-06-373811-7。
- 手塚治虫『ブッダ』 5巻、講談社〈手塚治虫文庫全集 BT-112〉、2011年4月。ISBN 978-4-06-373812-4。
- 手塚治虫『ブッダ』 6巻、講談社〈手塚治虫文庫全集 BT-113〉、2011年4月。ISBN 978-4-06-373813-1。
- 手塚治虫『ブッダ』 7巻、講談社〈手塚治虫文庫全集 BT-114〉、2011年5月。ISBN 978-4-06-373814-8。

- 手塚治虫『ブッダ』 《オリジナル版》復刻大全集 ＝ BUDDHA 1、復刊ドットコム、2014年1月。ISBN 978-4-8354-5007-0。
- 手塚治虫『ブッダ』 《オリジナル版》復刻大全集 ＝ BUDDHA 2、復刊ドットコム、2014年2月。ISBN 978-4-8354-5008-7。
- 手塚治虫『ブッダ』 《オリジナル版》復刻大全集 ＝ BUDDHA 3、復刊ドットコム、2014年3月。ISBN 978-4-8354-5009-4。
- 手塚治虫『ブッダ』 《オリジナル版》復刻大全集 ＝ BUDDHA 4、復刊ドットコム、2014年4月。ISBN 978-4-8354-5010-0。
- 手塚治虫『ブッダ』 《オリジナル版》復刻大全集 ＝ BUDDHA 5、復刊ドットコム、2014年5月。ISBN 978-4-8354-5011-7。
- 手塚治虫『ブッダ』 《オリジナル版》復刻大全集 ＝ BUDDHA 6、復刊ドットコム、2014年6月。ISBN 978-4-8354-5012-4。
- 手塚治虫『ブッダ』 《オリジナル版》復刻大全集 ＝ BUDDHA 7、復刊ドットコム、2014年7月。ISBN 978-4-8354-5013-1。
- 手塚治虫『ブッダ』 《オリジナル版》復刻大全集 ＝ BUDDHA 8、復刊ドットコム、2014年8月。ISBN 978-4-8354-5014-8。
- 手塚治虫『ブッダ』 《オリジナル版》復刻大全集 ＝ BUDDHA 9、復刊ドットコム、2014年9月。ISBN 978-4-8354-5015-5。
- 手塚治虫『ブッダ』 《オリジナル版》復刻大全集 ＝ BUDDHA 10、復刊ドットコム、2014年10月。ISBN 978-4-8354-5016-2。

- 手塚治虫『ブッダ』 1　王子の誕生！、潮出版社〈希望コミックス・カジュアルワイドSPECIAL〉、2016年9月。ISBN 978-4-267-90631-2。
- 手塚治虫『ブッダ』 2　生命の真実を求めて、潮出版社〈希望コミックス・カジュアルワイドSPECIAL〉、2016年10月。ISBN 978-4-267-90632-9。
- 手塚治虫『ブッダ』 3　旅立ちの朝、潮出版社〈希望コミックス・カジュアルワイドSPECIAL〉、2016年11月。ISBN 978-4-267-90633-6。
- 手塚治虫『ブッダ』 4　悟りを求めて、潮出版社〈希望コミックス・カジュアルワイドSPECIAL〉、2016年12月。ISBN 978-4-267-90634-3。
- 手塚治虫『ブッダ』 5　ブッダ誕生、潮出版社〈希望コミックス・カジュアルワイドSPECIAL〉、2017年1月。ISBN 978-4-267-90635-0。
- 手塚治虫『ブッダ』 6　鹿野苑、潮出版社〈希望コミックス・カジュアルワイドSPECIAL〉、2017年2月。ISBN 978-4-267-90636-7。
- 手塚治虫『ブッダ』 7　悪魔の誘惑、潮出版社〈希望コミックス・カジュアルワイドSPECIAL〉、2017年3月。ISBN 978-4-267-90637-4。
- 手塚治虫『ブッダ』 8　象頭山の教え、潮出版社〈希望コミックス・カジュアルワイドSPECIAL〉、2017年4月。ISBN 978-4-267-90638-1。
- 手塚治虫『ブッダ』 9　ダイバダッタの陰謀、潮出版社〈希望コミックス・カジュアルワイドSPECIAL〉、2017年5月。ISBN 978-4-267-90639-8。
- 手塚治虫『ブッダ』 10　旅の終わり、潮出版社〈希望コミックス・カジュアルワイドSPECIAL〉、2017年6月。ISBN 978-4-267-90640-4。

Hardcover
- Tezuka, Osamu (2003-10-01), Buddha, Volume 1: Kapilavastu (Hardcover ed.), Vertical Inc., ISBN 978-1-932234-43-5
- Tezuka, Osamu (2003-10-01), Buddha, Volume 2: The Four Encounters (Hardcover ed.), Vertical Inc., ISBN 978-1-932234-44-2
- Tezuka, Osamu (2004-04-01), Buddha, Volume 3: Devadatta (Hardcover ed.), Vertical Inc., ISBN 978-1-932234-45-9
- Tezuka, Osamu (2004-06-01), Buddha, Volume 4: The Forest of Uruvela (Hardcover ed.), Vertical Inc., ISBN 978-1-932234-46-6
- Tezuka, Osamu Oniki, Yuji訳 (2005-02-01), Buddha, Volume 5: Deer Park (Hardcover ed.), Vertical Inc., ISBN 978-1-932234-47-3
- Tezuka, Osamu Oniki, Yuji訳 (2005-07-01), Buddha, Volume 6: Ananda (Hardcover ed.), Vertical Inc., ISBN 978-1-932234-48-0
- Tezuka, Osamu (2005-10-01), Buddha, Volume 7: Prince Ajatasattu (Hardcover ed.), Vertical Inc., ISBN 978-1-932234-49-7
- Tezuka, Osamu (2005-12-01), Buddha, Volume 8: Jetavana (Hardcover ed.), Vertical Inc., ISBN 978-1-932234-50-3

Paperback
- Tezuka, Osamu (2006-05-02), Buddha, Volume 1: Kapilavastu (Paperback ed.), Vertical Inc., ISBN 978-1-932234-56-5
- Tezuka, Osamu (2006-07-11), Buddha, Volume 2: The Four Encounters (Paperback ed.), Vertical Inc., ISBN 978-1-932234-57-2
- Tezuka, Osamu (2006-09-05), Buddha, Volume 3: Devadatta (Paperback ed.), Vertical Inc., ISBN 978-1-932234-58-9
- Tezuka, Osamu (2006-11-14), Buddha, Volume 4: The Forest of Uruvela (Paperback ed.), Vertical Inc., ISBN 978-1-932234-59-6
- Tezuka, Osamu Oniki, Yuji訳 (2007-01-16), Buddha, Volume 5: Deer Park (Paperback ed.), Vertical Inc., ISBN 978-1-932234-60-2
- Tezuka, Osamu Oniki, Yuji訳 (2007-04-03), Buddha, Volume 6: Ananda (Paperback ed.), Vertical Inc., ISBN 978-1-932234-61-9
- Tezuka, Osamu Rosewood, Maya訳 (2007-05-08), Buddha, Volume 7: Prince Ajatasattu (Paperback ed.), Vertical Inc., ISBN 978-1-932234-62-6
- Tezuka, Osamu Rosewood, Maya訳 (2007-07-03), Buddha, Volume 8: Jetavana (Paperback ed.), Vertical Inc., ISBN 978-1-932234-63-3

Deluxe
- TEZUKAOsamu『La Vie de Bouddha』 Tome 1: Kapilavastu（Deluxe）、Delcourt、2004年1月1日。ISBN 978-2-84580-527-9。
- TEZUKAOsamu『La Vie de Bouddha』 Tome 2: Les quatre portes（Deluxe）、Delcourt、2004年9月30日。ISBN 978-2-84580-528-6。
- TEZUKAOsamu『La Vie de Bouddha』 Tome 3: Dévadatta（Deluxe）、Delcourt、2005年6月24日。ISBN 978-2-84580-529-3。
- TEZUKAOsamu『La Vie de Bouddha』 Tome 4: La forêt d'Uruvéla（Deluxe）、Delcourt、2005年8月24日。ISBN 978-2-84580-530-9。
- TEZUKAOsamu『La Vie de Bouddha』 Tome 5: Le parc aux gazelles（Deluxe）、Delcourt、2005年10月26日。ISBN 978-2-84580-531-6。
- TEZUKAOsamu『La Vie de Bouddha』 Tome 6: Ananda（Deluxe）、Delcourt、2006年3月22日。ISBN 978-2-84580-532-3。
- TEZUKAOsamu『La Vie de Bouddha』 Tome 7: Le prince Ajasé（Deluxe）、Delcourt、2006年5月3日。ISBN 978-2-84580-533-0。
- TEZUKAOsamu『La Vie de Bouddha』 Tome 8: Le monastère de Jétavana（Deluxe）、Delcourt、2006年8月16日。ISBN 978-2-84580-534-7。

Édition prestige
- TezukaOsamu『La Vie de Bouddha』 1巻（Édition prestige）、Delcourt、2018年10月31日。ISBN 978-2-4130-0906-1。
- TezukaOsamu『La Vie de Bouddha』 2巻（Édition prestige）、Delcourt、2019年1月16日。ISBN 978-2-413-00907-8。
- TezukaOsamu『La Vie de Bouddha』 3巻（Édition prestige）、Delcourt、2019年3月27日。ISBN 978-2-413-00908-5。
- TezukaOsamu『La Vie de Bouddha』 4巻（Édition prestige）、Delcourt、2019年3月27日。ISBN 978-2-413-00909-2。

Hardcover
- Tezuka, Osamu Schmitt-Weigand, John訳 (2012-04-30), Buddha, 1: Kapilavastu (Hardcover ed.), Carlsen, ISBN 978-3-551-76631-1
- Tezuka, Osamu Schmitt-Weigand, John訳 (2012-07-31), Buddha, 2: Die Prophezeiung (Hardcover ed.), Carlsen, ISBN 978-3-551-76632-8
- Tezuka, Osamu Schmitt-Weigand, John訳 (2012-10-30), Buddha, 3: Die vier Pforten (Hardcover ed.), Carlsen, ISBN 978-3-551-76633-5
- Tezuka, Osamu Schmitt-Weigand, John訳 (2013-01-29), Buddha, 4: Erste Schritte (Hardcover ed.), Carlsen, ISBN 978-3-551-76634-2
- Tezuka, Osamu Schmitt-Weigand, John訳 (2013-04-30), Buddha, 5: Die Askese (Hardcover ed.), Carlsen, ISBN 978-3-551-76635-9
- Tezuka, Osamu Schmitt-Weigand, John訳 (2013-07-30), Buddha, 6: Die Erleuchtung (Hardcover ed.), Carlsen, ISBN 978-3-551-76636-6
- Tezuka, Osamu Schmitt-Weigand, John訳 (2013-12-03), Buddha, 7: Das Rad der Lehre (Hardcover ed.), Carlsen, ISBN 978-3-551-76637-3
- Tezuka, Osamu Schmitt-Weigand, John訳 (2014-03-18), Buddha, 8: Der Weg der Weisheit (Hardcover ed.), Carlsen, ISBN 978-3-551-76638-0
- Tezuka, Osamu Schmitt-Weigand, John訳 (2014-06-24), Buddha, 9: Karma (Hardcover ed.), Carlsen, ISBN 978-3-551-76639-7
- Tezuka, Osamu Schmitt-Weigand, John訳 (2014-10-28), Buddha, 10: Nirwana (Hardcover ed.), Carlsen, ISBN 978-3-551-76640-3

- Tezuka, Osamu Asha Fortuna, Faira Ammadea訳 (2024-02-15), Buddha, 1: Kapilawastu (Softcover ed.), Kepustakaan Populer Gramedia, ISBN 978-6-231-34048-1
- Tezuka, Osamu Asha Fortuna, Faira Ammadea訳 (2024-02-15), Buddha, 2: Empat Perjumpaan (Softcover ed.), Kepustakaan Populer Gramedia, ISBN 978-6-231-34049-8

## アニメ映画
東映アニメーション制作により、全2部構成で順次劇場アニメ映画化された。

### 第1部
第1作『手塚治虫のブッダ -赤い砂漠よ!美しく-』（てづかおさむのブッダ あかいさばくよ!うつくしく）は、2011年5月28日に公開された。監督は森下孝三（『聖闘士星矢』シリーズ）。フランス・アヌシー国際アニメーション映画祭パノラマ部門出品作品。
キャッチコピーは「二千五百年前、インド。地上のあらゆる生き物から、誕生を祝福された男がいた──。」
ストーリーは原作の第1部全12章および第2部全9章まで進む。

#### キャスト
- ナレーション / チャプラの母 - 吉永小百合[8]
- チャプラ - 堺雅人[8]
- スッドーダナ王 - 観世清和[8]
- シッダールタ - 吉岡秀隆[8]
- マリッカ姫 - 黒谷友香[8]
- シッダールタ幼少期 - 折笠愛
- チャプラ幼少期 - 竹内順子[9]
- ブダイ将軍 - 玄田哲章[9]
- パンダカ将軍 - 藤原啓治[9]
- タッタ - 大谷育江[9]
- ナラダッタ - 櫻井孝宏
- ミゲーラ - 水樹奈々
- ジョーテカ - 観世三郎太[9]
- マーヤー妃 - 日野由利加
- タッタの姉 - 朴璐美
- パジャー・パティ妃 - 大原さやか
- ヤショーダラ姫 - 能登麻美子
- 伝令 - 大和田悠太
- 刑吏1 - 駿河太郎
- 刑吏2 - 笠兼三
- 島田敏
- 小宮和枝
- 塚田正昭
- 二又一成
- 茶風林
- 菅生隆之
- 中博史
- 赤ん坊のシッダールタ - こおろぎさとみ
- 宮寺智子
- 長嶝高士
- 木村雅史
- チャプラを脅す男 - 新垣樽助
- チャンナ - 小野大輔
- チャプラの友人 - 前野智昭
- 永野愛
- 沖佳苗
- アシタ - 永井一郎

- 川田紳司
- 寺田はるひ
- 大畑伸太郎
- 園崎未恵
- 安元洋貴
- 菊池こころ
- 四宮豪
- 藤田美歌子
- 奈良徹
- 埴岡由紀子

- 滝知史
- ふくまつ進紗
- 金光宣明
- 酒井敬幸
- 小嶋一成
- 鶴岡聡
- 福田賢二
- 徳本恭敏
- 一色まゆ
- 斎藤楓子

- 川野剛稔
- 足立友
- 宮崎寛務
- 宮坂俊蔵
- 赤羽根健治
- 斉藤佑圭
- 遠藤宏之
- 岩崎了
- 小柳基
- 堀井茶渡

- 堂坂晃三
- 三浦博和
- 坂巻学
- 道添愛美
- 牛田裕子
- 平尾明香
- 大原崇
- 植竹香菜
- 遠藤大智
- 吉開清人

- 西墻由香
- 下田レイ
- 中村知子
- 名村幸太朗
- 小日向みわ
- 栗田かおり
- 小出悦子
- 沢田泉
- 林寸
- 拓磨

- 田邊圭祐
- 吉田翔二朗
- 川居尚美
- 久保有佳里

#### スタッフ
- 原作 - 手塚治虫[8]
- 製作 - 岡田裕介、ウィリアム・アイアトン、木下直哉、高橋浩、福原英行、塚本勲、松谷孝征
- 企画 - 松下健吉、久松猛朗、香月純一、武部由実子、日達長夫、腰山貴文、清水義裕、大橋善光
- プロデューサー - 冨永理生子、木戸睦　櫻田博之
- 監督 - 森下孝三[8]
- 脚本 - 吉田玲子[8]
- 演出 - 古賀豪[8]
- 音楽 - 大島ミチル[8]
- 音楽プロデューサー - 津島玄一
- 尺八演奏 - 藤原道山[9]
- 歴史アドバイザー - ひろさちや[8]
- キャラクターデザイン・総作画監督 - 真庭秀明[8]
- 美術監督 - 行信三[8]
- イメージアート - 岡野玲子[8]
- 助成 - 文化芸術振興費補助金
- 制作 - 東映アニメーション
- 制作協力 - 手塚プロダクション
- 共同配給 - 東映 / ワーナー・ブラザース映画
- 製作 - 「手塚治虫のブッダ」製作委員会（東映、木下グループ、ワーナー・ブラザース映画、東映アニメーション、東映ビデオ、加賀電子、手塚プロダクション、読売新聞社）

#### 主題歌
- X JAPAN「Scarlet Love Song」

#### 製作
1974年のワーナー・ブラザース『ザ・ヤクザ』に東映は撮影を協力し、その後もワーナーと付き合いが続いていたことから、岡田裕介がウィリアム・アイアトンワーナーエンターテイメントジャパン社長とワーナー本社のリチャード・フォックスと何か一本一緒にやろうと話を詰め、この企画を日本に留まらず、世界に配給できないだろうかとワーナーと思惑が一致したことから、やはりアニメーションの方がいだろう本作の製作が決まった。製作費はフィフティフィフティ。

#### 興行成績
丸の内TOEI1他東映系の全国279スクリーンで公開され、2011年5月28、29日の初日2日間で興収1億3,792万1,400円、動員12万5,194人になり映画観客動員ランキング（興行通信社調べ）で初登場第3位となった。

### 第2部
劇場版第2弾『BUDDHA2 手塚治虫のブッダ -終わりなき旅-』（ブッダ2 てづかおさむのブッダ おわりなきたび）が2014年2月8日に公開。監督は小村敏明に変わる。第38回日本アカデミー賞 優秀アニメーション作品賞を受賞した。

#### キャスト（第2部）
- マーヤー天 - 吉永小百合[13]
- タッタ - 松山ケンイチ[13]
- ルリ王子 - 真木よう子[13][14]
- スッドーダナ王 - 観世清和[13]
- シッダールタ - 吉岡秀隆[13]
- ビンビサーラ王 - 大和田伸也[13]
- ブラフマン - 哲夫（笑い飯）[13]
- パセーナディ王 - 田口浩正[13]
- ミゲーラ - 水樹奈々[13]
- アッサジ - 沢城みゆき[13]
- デーパ - 藤原啓治[13]
- ヤタラ - 大友龍三郎[13]
- ルリ王子の母 - 島本須美[13]
- 駿河太郎
- 笠兼三
- 大和田悠太
- 銀河万丈
- ブブ大臣 - 楠見尚己[15]
- 田中一成
- 浜田賢二
- 大畑伸太郎
- 奈良徹
- 佐藤拓也
- 北島美香
- 神田みか
- パジャーパティ妃 - 東條加那子[15]
- 金本涼輔
- 菊本平
- こおろぎさとみ
- 大川透
- ヤショーダラ妃 - かかずゆみ[15]
- 川田紳司
- 斉藤貴美子
- 菊池こころ
- 佐藤晴男
- 大林洋平
- 白川周作
- 西野陽子
- 木島隆一
- 森下由樹子

#### スタッフ（第2部）
- 原作 - 手塚治虫
- 脚本 - 吉田玲子
- 監督 - 小村敏明
- 音楽 - 大島ミチル
- 制作 - 東映アニメーション
- 制作協力 - 手塚プロダクション
- 配給 - 東映
- 製作 - 「手塚治虫のブッダ2」製作委員会（木下グループ、東映、東映アニメーション、東映ビデオ、ティー ワイ リミテッド）

#### 主題歌（第2部）
- 浜崎あゆみ「Pray」
- yu-yu「名もなき花のように」（イメージソング）

### ソフト化
BDとDVDでリリース。発売元は東映ビデオ、販売元は東映。

#### 第1部（ソフト化）
2011年12月9日発売。
- 手塚治虫のブッダ -赤い砂漠よ!美しく-（1枚組）
  - 映像特典
    - 完成披露試写会
    - アフレコ風景&インタビュー
    - 森下孝三監督スペシャルインタビュー
    - 特報・劇場予告編・TVスポット集

  - 初回限定特典
    - 手塚治虫原画「ブッダ」ポストカード（3枚組）

#### 第2部（ソフト化）
2014年8月8日発売。
- BUDDHA2 手塚治虫のブッダ -終わりなき旅-（1枚組）
  - 映像特典
    - 完成披露試写
    - キャストインタビュー 吉岡秀隆
    - キャストインタビュー 真木よう子
    - キャストインタビュー 観世清河寿
    - キャストインタビュー 大和田伸也
    - チベット仏教最高指導者 ダライ・ラマ法王14世 ブッダ2公開によせて
    - 全日本仏教青年会ブッダ2によせて -東大寺仏教興隆花まつり千僧法要にて-
    - 特報・劇場予告編・TVスポット集

## 演劇

### 音楽劇
1998年9月7日から30日まで新国立劇場中劇場にて公演。
出演者
- ゴータマ・シッダルタ - 髙嶋政伸

ほか
スタッフ
- 原作 - 手塚治虫（潮出版刊）
- 脚本 - 佐藤信
- 演出 - 栗山民也
- 音楽 - 仙波清彦・金子飛鳥
- 芸術監督 - 渡辺浩子
- 共催 - TBS
- 美術 - 堀尾幸男
- 照明 - 勝柴次朗
- 衣裳 - 前田文子
- 振付 - 前田清実
- ヘアメイク - 高橋功亘
- 歌唱指導 - 泉忠道
- TATE - 渥美博
- 演出助手 - 伊藤和美
- 舞台監督 - 津田光正

### ミュージカル
劇団「わらび座」により『火の鳥 鳳凰編』、『アトム』に続きミュージカル化。2013年5月7日 - 12日に東京公演、5月17日 - 19日に大阪公演、6月15日 - 8月15日に秋田県仙北市のわらび劇場公演、その後全国ツアーも開始する。
出演者（初演）
- シッダールタ / ブッダ - 戎本みろ
- パセーナディ王 - 今井清隆
- ミゲーラ - 遠野あすか
- タッタ - 三重野葵
- ルリ王子 - 石井一彰

スタッフ
- 原作 - 手塚治虫
- 演出 - 栗山民也
- 脚本 - 齋藤雅文
- 作曲 - 甲斐正人
- 振付 - 田井中響子
- 美術 - 松井るみ
- 照明 - 服部基
- 音響 - 小寺仁
- 衣装 - 前田文子
- ヘアメイク - 鎌田直樹
- 小道具 - 岩部健二、平野忍
- 歌唱指導 - 山口正義
- 舞台監督 - 石井忍
- 協賛 - 手塚プロダクション、講談社
- 企画制作 - わらび座